# Jasmin Dizdar
Jasmin Dizdar (sinh 8 tháng 6 năm 1961 ở Zenica) ilà nhà biên kịch, đạo diễn phim và nhà văn người Anh gốc Bosnia. Ông được biết đến với bộ phim Beautiful People, bộ phim đã giành giải phim hay nhất ở hạng mục Un Certain Regard của Liên hoan phim Cannes. Bộ phim này cũng được xếp thứ 71 trong cuốn Cẩm nang 1000 phim hay nhất mọi thời đại của báo The New York Times.

## Sự nghiệp điện ảnh
- Butterfly Dance (1984)
- Mr Slave (1985)
- Crucifixion (1986)
- Heroes Will Be Heroes (1987)
- After Silence (1988)
- Our Sweet Homeland (1989)
- Beautiful People (1999)
- Les Europeens (2006)